# Разбросной
Разбросной — посёлок в Сызранском районе Самарской области в составе сельского поселения Волжское.

## География
Находится у северо-восточной границы города Сызрань.

## Население
Постоянное население составляло 90 человека (русские 80 %) в 2002 году, 70 в 2010 году.